# Ludwig Maria Hugo
Pour les articles homonymes, voir Hugo.
Ludwig Maria Hugo, né le 19 janvier 1871 à Arzheim (partie de Landau in der Pfalz) et mort le 30 mars 1935 à Mayence, est un théologien allemand, évêque de Mayence de 1921 à sa mort.

## Biographie
Né à Arzheim, dans le diocèse de Spire, il est le fils d'un enseignant d'école primaire, qui plus tard deviendra chef de gare aux chemins de fer d'État de Bavière. Il passe ses années d'école à l'école latine de Grünstadt et au lycée de Spire avant de poursuivre ses études à l'université d'Innsbruck et au Collegium Germanicum à Rome.
Le 28 octobre 1894, Hugo reçoit son ordination sacerdotale des mains du cardinal vicaire Lucido Maria Parocchi et obtient son doctorat en théologie en 1895. Il exerce son ministère pastoral dans le diocèse de Spire, d'abord comme aumônier successivement à Landstuhl en 1895, à Deidesheim en 1897, puis à Kaiserslautern, paroisse Saint-Martin à partir de septembre 1900, avant d'être préfet des études à Spire en 1903. L'année suivante, il est nommé curé à Remigiusberg où il publie Katholische Exegese unter falscher Flagge, ouvrage dans lequel il se définit comme « un simple prêtre de campagne » et dénonce le modernisme dans la ligne du pape Pie X, au sujet de la controverse dite crise moderniste.
L'évêque de Spire, Konrad von Busch prend conscience de sa valeur en le prenant comme secrétaire. En 1905, il le nomme vicaire de la cathédrale, où il a reçoit le premier aperçu détaillé de l'administration d'un diocèse. De 1911 à 1915, il dirige de nouveau une paroisse, celle de Bliesdalheim en Sarre-Palatinat, puis en 1915, il prend la tête du séminaire diocésain de Spire.
L'état de santé de l'évêque de Mayence, Georg Heinrich Maria Kirstein ne lui permettant plus d'exercer pleinement sa charge, Hugo est nommé, le 7 mars 1921, coadjuteur du diocèse de Mayence et évêque titulaire de Bubastis (de). Le 10 avril suivant, il reçoit son ordination épiscopale des mains de l'évêque Ludwig Sebastian (de) de Spire, cinq jours avant la mort de son prédécesseur Kirstein, avec comme co-consécrateurs Adam Senger (de) et Antonius Mönch (de).
Sous sa direction, la confédération Caritas de Mayence connaît son épanouissement et les mesures de prévention pour sécuriser les fondations de la cathédrale de Mayence sont exécutées. En 1928, le point culminant de son  épiscopat est la consécration de la cathédrale restaurée en présence du nonce apostolique en Allemagne, Eugenio Pacelli.
Mayence était la première autorité épiscopale allemande à combattre le nazisme. Hugo a interdit à son vicaire général, Philipp Jakob Mayer de rejoindre le parti nazi en 1930. Les nazis se sont vu refuser les sacrements et les funérailles religieuses dans le diocèse. Après la prise du pouvoir par les nazis, Hugo a soutenu, avec le troisième Congrès international du Christ-Roi en 1933 et la célébration de Ketteler, les personnes qui travaillent à la résistance catholique en 1934 contre le national-socialisme.